# Echogenita
Echogenita je schopnost tkání a orgánů vytvářet při sonografickém vyšetření znatelný obraz. Echogenita tkání je podmíněna několika faktory. Předně daná tkáň musí být vůbec schopna přenášet ultrazvukové vlnění, proto například kost nebo vzduchem naplněné plíce nebudou vytvářet řádný obraz, budou anechogenní. Další podmínkou je, aby prostředí nebylo ideálně homogenní. V dané tkáni se musí vyskytovat nehomogenity, na kterých se bude část ultrazvukového vlnění odrážet zpět k sondě a bude detekována a zobrazena jako signál z dané oblasti, tedy například cysta naplněná bezstrukturní tekutinou se bude také jevit jako černá. Echogenita se obvykle hodnotí subjektivně jako vnímaný jas oblasti na monitoru. Podle toho, jak se daná oblast jeví ve srovnání s vnímaným jasem okolí, se hovoří o několika stupních echogenity:
- anechogenní - taková oblast je na obraze zcela černá, není patrna žádná struktura
- hypoechogenní - taková oblast se jeví tmavší než její okolí
- izoechogenní - taková oblast se jeví přibližně stejně jasná jako její okolí
- hyperechogenní - taková oblast se jeví jako jasnější než její okolí

Přestože jde o víceméně subjektivní hodnocení, je obvykle poměrně dobře reprodukovatelné, protože echogenita tkání je obvykle stálá.
Právě poměrná stálost echogenity zdravých tkání i některých patologicky pozměněných tkání vede k poměrně četným pokusům o využití kvantifikace echogenity jako diagnostické pomůcky nebo dokonce jako vstupu pro počítačovou podporu diagnostiky. K vlastní kvantifikaci echogenity se používá celá řada ukazatelů, zejména pak:
- statistické vlastnosti stupňů šedi jako velkého souboru dat (průměr, rozptyl, koeficient šikmosti,..) a analýza histogramu stupňů šedi
- analýza textutních charakteristik, nejčastěji pak analýza založená na koincidenční matici stupňů šedi (GLCM)
- odhad fraktální dimenze oblasti